# Uryū
Uryū (雨竜町, Uryū-chō) est un bourg du district d'Uryū, situé dans la sous-préfecture de Sorachi, sur l'île de Hokkaidō, au Japon.

## Géographie

### Démographie
Au 31 mars 2015, la population d'Uryū s'élevait à 2 664 habitants répartis sur une superficie de 191,15 km2.